# Schule Großenhain

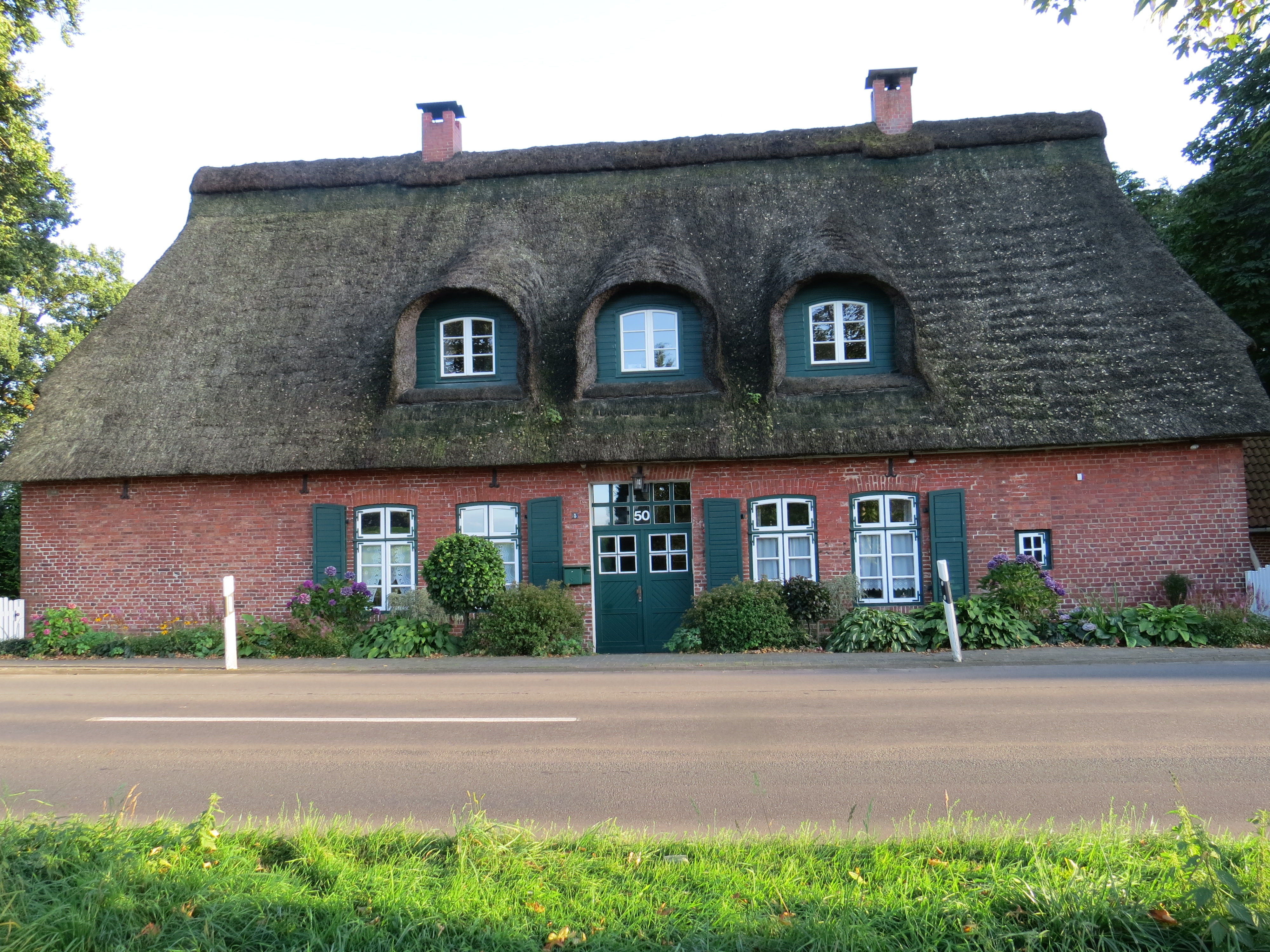
Schule Großenhain

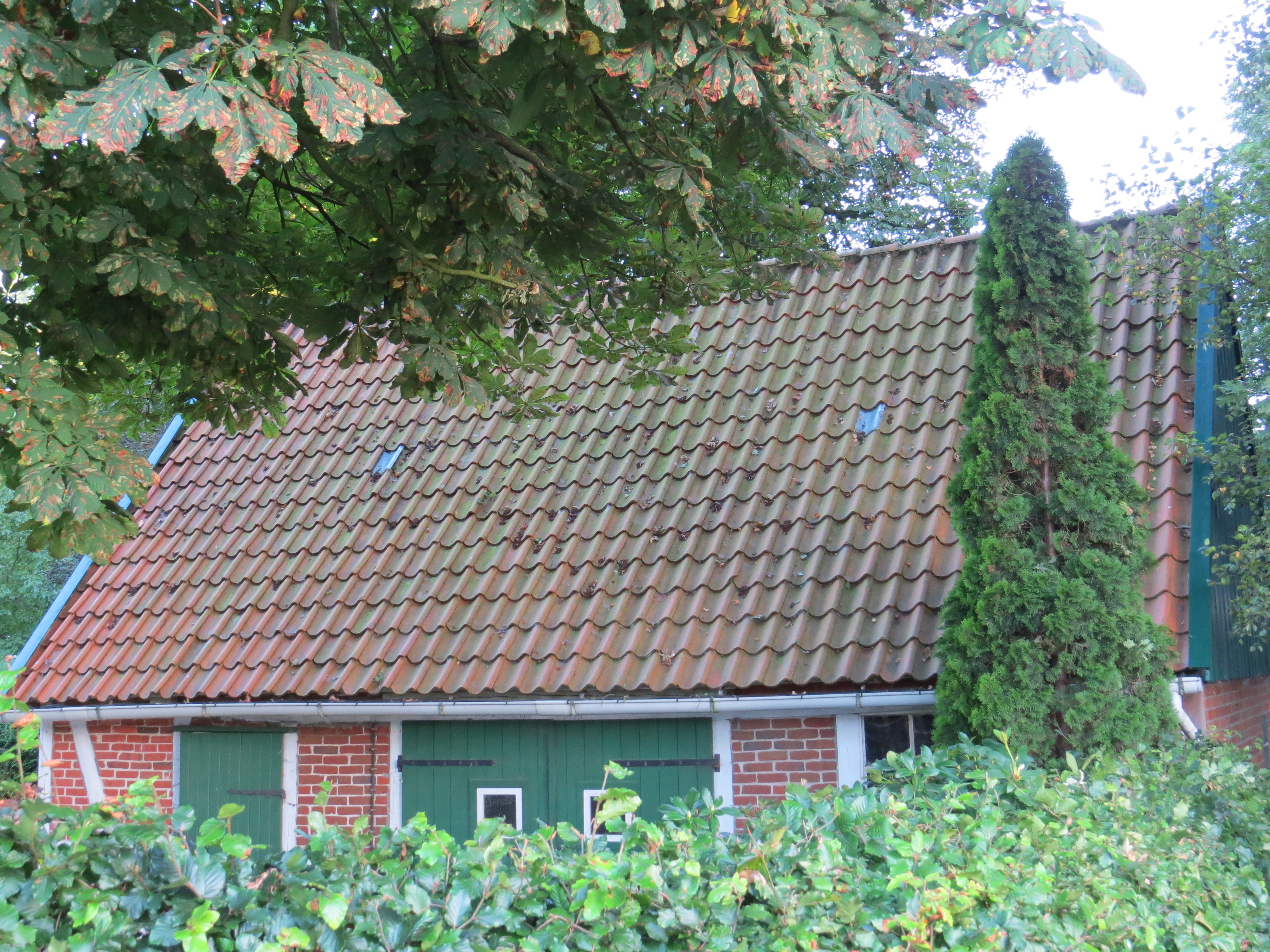
Nebengebäude

Die Schule Großenhain mit dem Nebengebäude in Lintig, Ortsteil Großenhain, Großenhainer Straße 50, steht unter niedersächsischen Denkmalschutz und ist in der Liste der Baudenkmale in Geestland enthalten.
Großenhain ist ein kleines bäuerliches Dorf mit etwas über 300 Einwohner und heute ein Ortsteil von Lintig, einer Ortschaft der Stadt Geestland nördlich von Bremerhaven.
Die über hundert Jahre alte ehemalige Dorfschule ist ein eingeschossiges Bauwerk mit einem reetgedeckten Krüppelwalmdach. Markant sind die nicht häufig anzutreffenden drei halbrunden Schleppgauben. 
Koordinaten: 53° 33′ 54,8″ N, 8° 57′ 44,6″ O